# Fadennetz
Ein Fadennetz oder eine Strichplatte eines Mess- oder anderen Fernrohrs bezeichnet die auf der inneren Seite des Okulars angebrachte Glasplatte mit feinen Strichen.

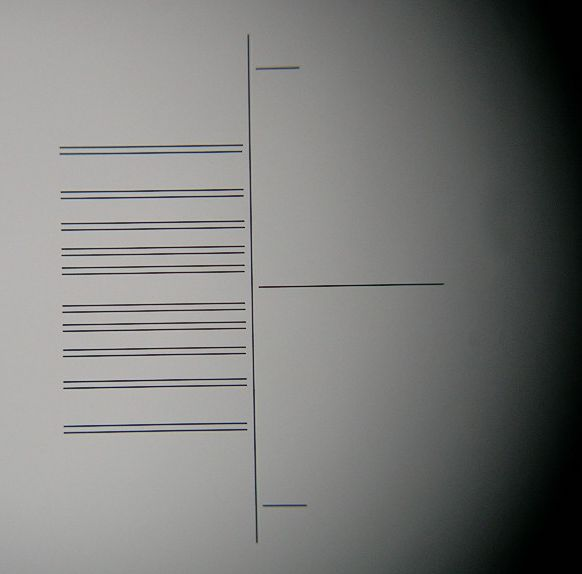
Fadennetz eines Nivelliergeräts

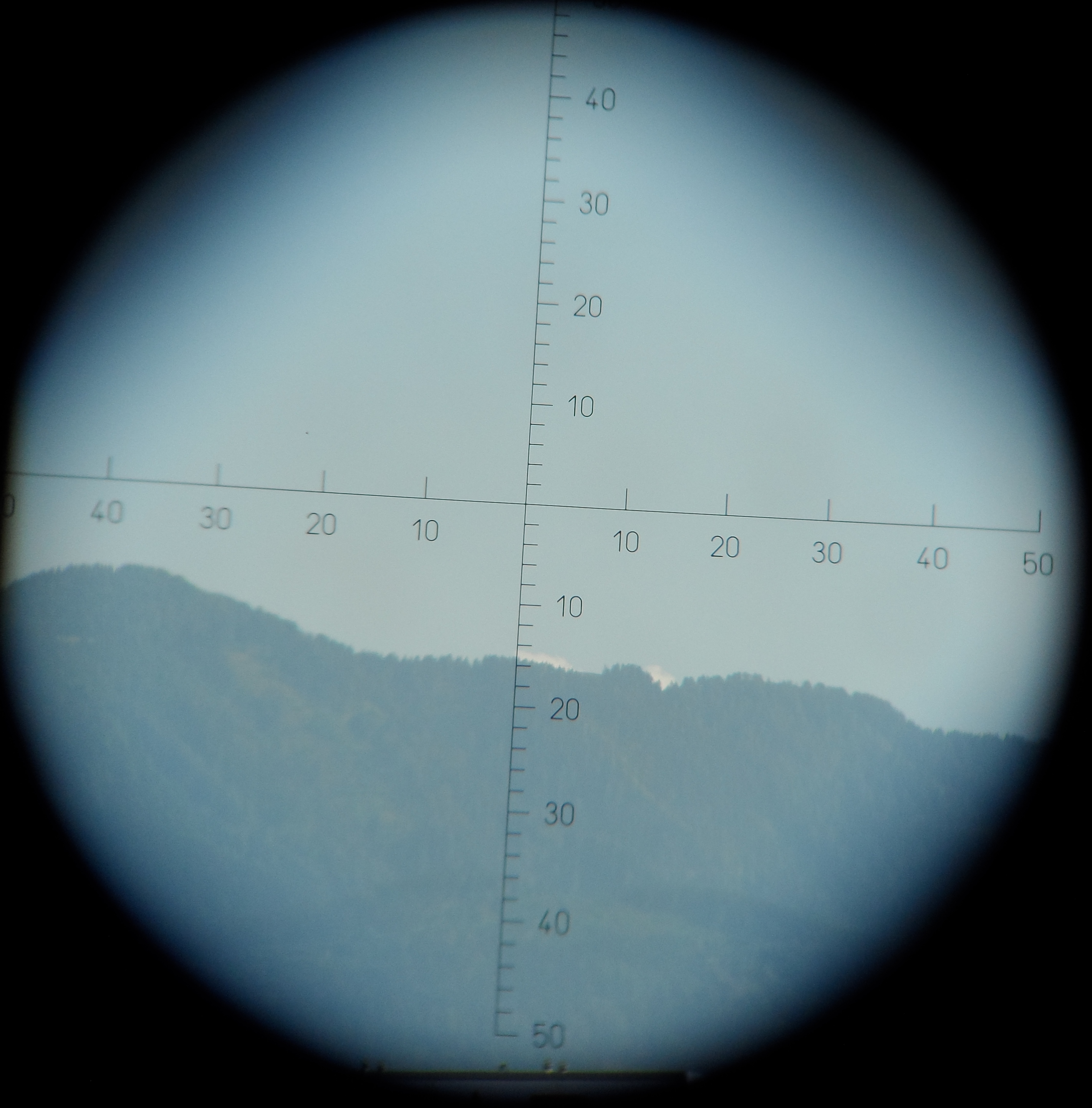
Strichplatte (als Strichkreuz) zur Entfernungsermittlung in einem militärischen Fernglas. Mit der Strichplatte wird die Strichanzahl einer bekannten Strecke (Höhe, Breite, Seitenabstand) im Gelände gemessen und mit Hilfe einer einfachen Rechenformel die Entfernung zum Objekt ermittelt.

Sie dienen zur Schätzung oder Messung kleiner Winkel und sind entweder zart eingraviert oder fotografisch auf das Glas belichtet.
Der einfachste Fall einer Strichplatte ist das Fadenkreuz. Das Mikrometer, eine besonders engmaschige Strichplatte, ermöglicht eine genaue Winkel- bzw. Streckenmessung und wird vor allem in der Astrometrie und Mikroskopie verwendet. Für astronomische Instrumente gab es einfache Ausführungen bereits um 1700, für Mikroskope im 19. Jahrhundert.
Wird das Fadenkreuz eines Theodolits auf ein Objekt gerichtet, können dessen Horizontal- und Höhenwinkel gleichzeitig gemessen werden. Etwas genauer ist allerdings die getrennte Einstellung (bei 30-facher Vergrößerung etwa 1").

## Strichplatte

### Übersicht
Die Strichplatte befindet sich im inneren (objektseitigen) Brennpunkt des Okulars und erscheint daher dem normalen Auge scharf. Bei Weit- oder Kurzsichtigkeit gibt es einen Dioptrienausgleich.
Bei Fokussierung des Teleskops auf Unendlich (de facto ab einigen Kilometern) ist die Glasplatte auch im Brennpunkt des Objektivs. Ist der betrachtete Gegenstand näher, wird das Fernrohr durch einen ausziehbaren Tubus verlängert, oder eine innere Fokussierlinse verschoben.
Die Strichplatte kann aus wenigen Linien bestehen oder ein ganzes Fadennetz aufweisen. Letzteres ist in der Astronomie und Astrometrie üblich, um bei Positions- oder Zeitmessung eine höhere Genauigkeit zu erreichen.

### Theodolit
Normalerweise werden in der Geodäsie einfachere Fadennetze verwendet; meist ist der wichtigere Vertikalfaden je zur Hälfte doppelt und einfach. Der Doppelfaden hat etwa 20" Abstand und eignet sich zum Einmessen vieler Ziele:
- Fluchtstab (Fluchtstange) aus Distanzen von 10–200 Metern
- Messlatte aus Distanzen von etwa 20–500 Metern
- Kirchturm oder Schlot aus einigen Kilometern.

### Militärische Fernrohre
Die sogenannten Absehen haben häufig Striche oder ein Fadennetz in Strichteilung (~6283 ≙ 2π×1000 Striche sind 360°). Die Entfernung berechnet man wie folgt:
Entfernung = 1000 × Größe des Objekts / Anzahl der Striche, die das Objekt im Fernglas ausfüllt.
Beispiel: ein Auto (Länge ca. 6 Meter) deckt 12 Striche ab.
1000 × 6 m / 12 = 500 m (Entfernung Beobachter – Auto).
Angehenden Soldaten wird oft dieser einprägsame Merksatz beigebracht:
"Tausend mal des Zieles Breite – geteilt durch Strich – ergibt die Weite"

### Marinegläser

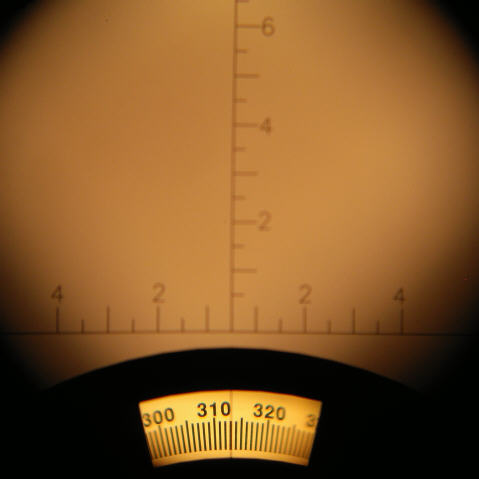
Einspiegelungen im Marineglas

Diese haben als Strichplatte oft eine senkrechte und eine waagerechte Strichplatte, diese dienen zur Entfernungsbestimmung, senkrechte Strichteilung ergibt: Entfernung = (Objektgröße / Strichzahl) × 1000.
Besonderheit der waagerechten Striche: Diese zeigen halbe Schrittweite, da das Objekt in die Mitte genommen und an einer Seite die Strichgröße abgelesen wird. Die Striche sind hier in Grade geteilt, so dass sich über das Bogenmaß die Entfernung = (Objektgröße/Strichzahl) × (360/2π) = (Objektgröße/Strichzahl) × 57,32  errechnet.
In vielen Gläsern ist ein Kompass eingeblendet.